# Angelonia goyazensis
Ngọc hân hay hương dạ thảo, bâng khuâng, lưu ly (danh pháp khoa học: Angelonia goyazensis) là một loài thực vật có hoa trong họ Mã đề. Loài này được George Bentham mô tả khoa học đầu tiên năm 1846.

## Phân bố
Loài này là bản địa khu vực đông bắc và trung tây Brasil, nhưng đã du nhập vào Lào, Thái Lan và Việt Nam.

## Mô tả
Cây thân thảo, cao từ 1-1.5m, sống lâu năm. Cụm hoa đẹp, hình đầu lớn ở đỉnh. Cánh hoa lớn dài, màu xanh lam đậm.